# Habenaria repens
Habenaria repens là một loài thực vật có hoa trong họ Lan. Loài này được Nutt. mô tả khoa học đầu tiên năm 1818.